# Estado de Nilo Azul
Nilo Azul (en árabe: النيل الأزرق o An Nil al Azraq) es uno de los 18 estados de Sudán. Se encuentra a orillas del río del mismo nombre, Nilo Azul, que por medio de regadío, incrementa el potencial de su agricultura. Fue creado por decreto presidencial en el año 1992 y llamado así en honor al río Nilo, es a veces conocido como Central (Al Wustá). Tiene un área de 45.844 km² y una población estimada de 600.000 (2000). Ad-Damazin es la capital del Estado.

En 2011, se programó que los residentes de Nilo Azul llevaran a cabo 'consultas populares' mal definidas para determinar el futuro constitucional del estado, según el Acuerdo de Paz Integral. En cambio, una disputa sobre el gobierno legítimo del estado y la determinación de Omar al-Bashir de erradicar el Movimiento de Liberación del Pueblo Sudanés-Norte, han llevado a una insurgencia renovada y una crisis de refugiados. Parece que las consultas se han pospuesto indefinidamente.